# La Boquería

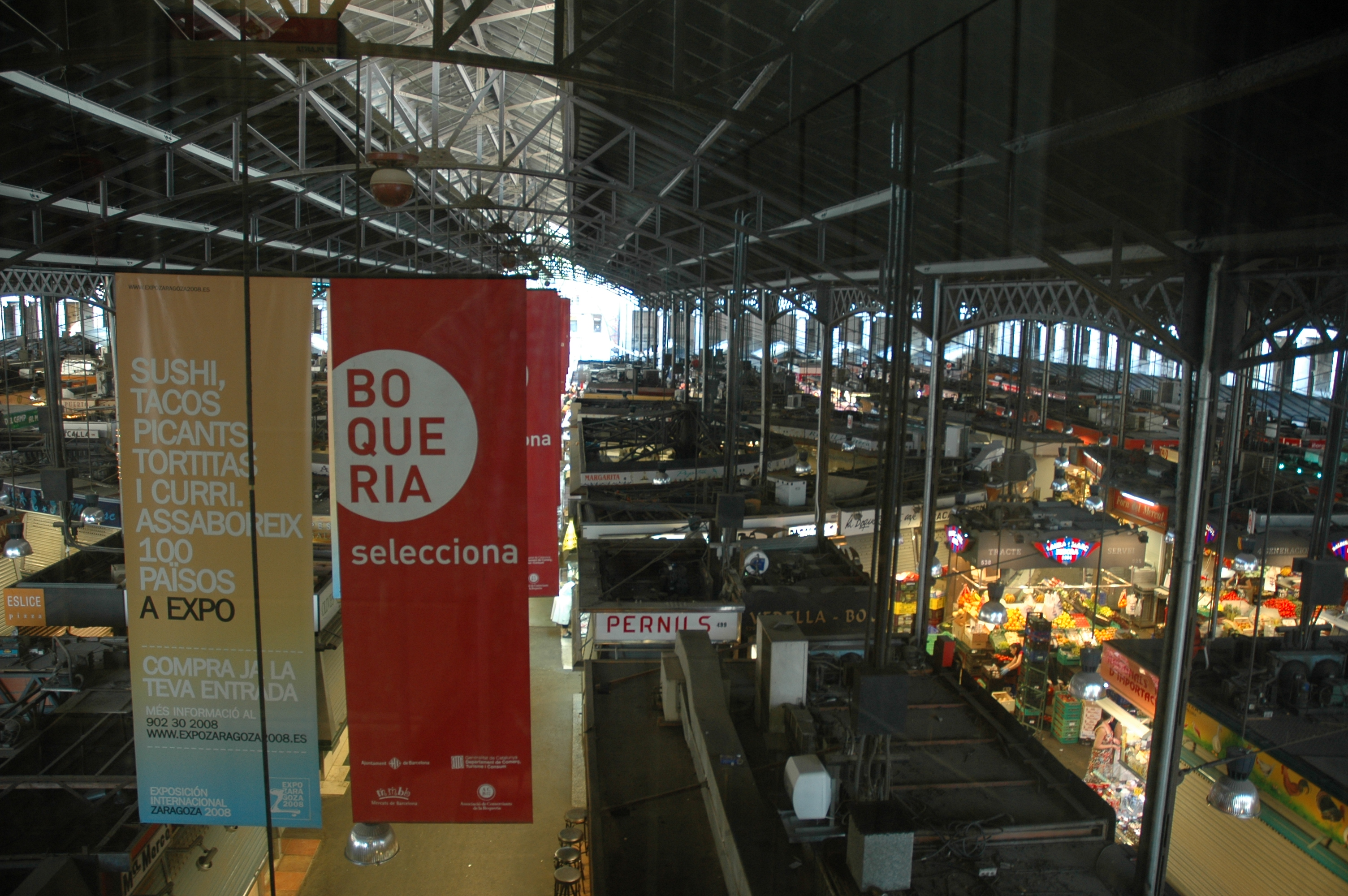
Boqueria interior

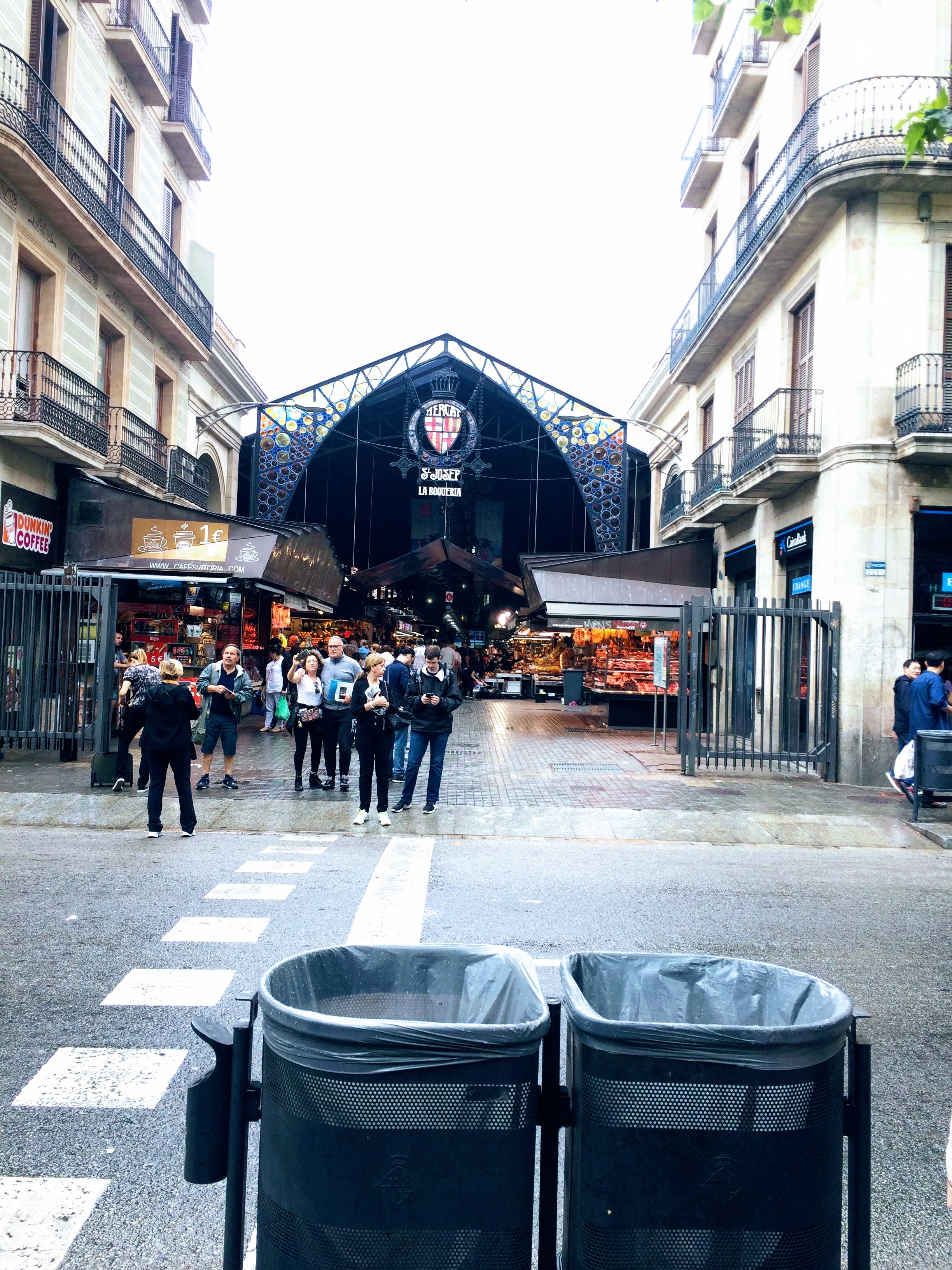
Vista desde la entrada frontal del mercado " La Boquería" en Barcelona, España.

El Mercado de San José (en catalán Mercat de Sant Josep), popularmente conocido como La Boquería (en catalán La Boqueria), es un mercado municipal que se encuentra en la Rambla de Barcelona (España). Además de ser un lugar donde se puede comprar todo tipo de productos frescos, es también una atracción turística.
Tiene una superficie de 2583 m² con más 300 puestos ofreciendo una gran variedad de productos locales y exóticos, tanto a los compradores particulares como a los restauradores de la ciudad. Es el mercado más grande de Cataluña, el más variado en oferta alimentaria y también el más visitado por los turistas.

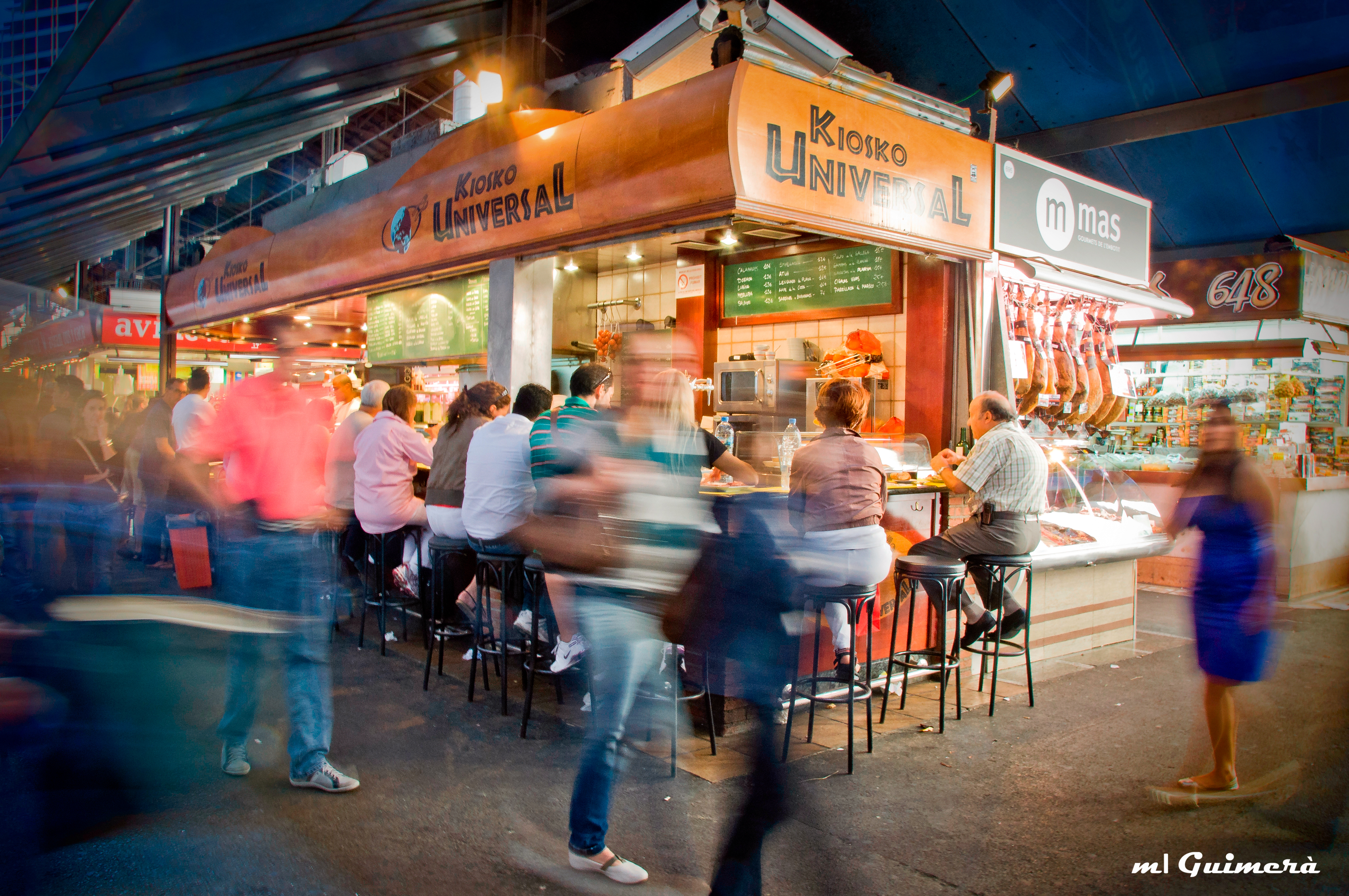
Restaurante en el mercado

## Historia
El mercado fue inaugurado en 1840, pero sus orígenes están al aire libre, ante las puertas de la antigua ciudad, en la explanada del Llano de la Boquería, donde vendedores ambulantes y labradores de los pueblos y masías próximas se instalaban con el fin de vender sus productos, antes de que la ciudad se saliera de sus primeras murallas. Este mercado se hacía fuera de las murallas de la ciudad para ahorrar el impuesto de entrada de mercancías.
Antes del mercado, estuvo en el mismo lugar el convento de San José. En 1586 los carmelitas descalzos (denominados els josepets por ser los difusores, con Teresa de Jesús a la cabeza, del culto popular a la figura de San José) fundaron el convento en el lugar donde hoy está el mercado. A medida que la Rambla fue tomando importancia como paseo urbano en el siglo XVIII, se consideró necesario sacar las carnicerías de su recorrido y fueron desplazadas, todavía muy cerca, hacia el interior, junto al huerto del convento de San José, que junto con otros conventos de la zona, fue asaltado e incendiado durante el motín anticlerical instigado y dirigido por algunos políticos liberales en Barcelona el día de San Jaime (25 de julio) de 1835.
Tras el incendio del convento, este se suprimió, se expropió a los carmelitas el edificio, se demolió y fue construida en su lugar una plaza con grandes columnas rodeada de porches, que sería la más grande de Barcelona. Se decidió trasladar el mercado de manera temporal en su interior, pero finalmente sería su emplazamiento definitivo.
Las obras de techado se iniciaron el día de San José de 1840.

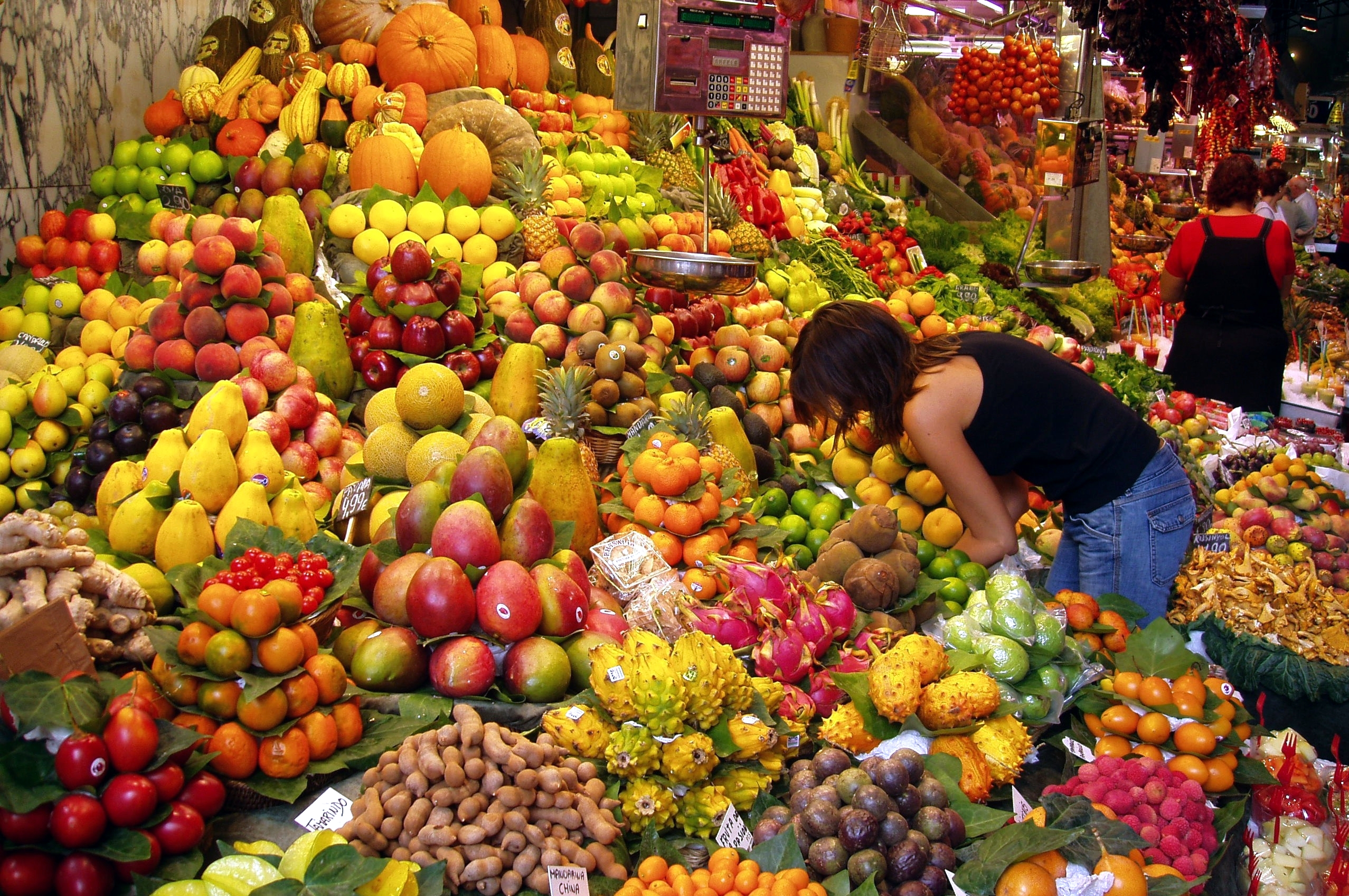
Puesto de fruta en el mercado de La Boquería.

A principios del siglo XX, La Rambla tenía desde la calle del Carmen hasta la de la Petxina toda la anchura que hoy en día tiene frente al Palacio de la Virreina. El mercado se situaba en el espacio entre las casas y los árboles, dividido en sectores bien diferenciados según el producto que se vendía. Muchos vendedores obsequiaban una flor por la compra de algún producto de alimentación, y aquí encontramos el origen de un colectivo popular e inseparable del conjunto de este paseo: los actuales floristas de la Rambla. Más tarde también se añadió la venta de animales, sobre todo pájaros.
La cubierta metálica actual se inauguró en 1914. La última modificación arquitectónica del mercado fue en el año 2000, y actualmente se prepara otra que afectará sobre todo la plaza de la Gardunya. A lo largo de los años, se ha convertido en el mercado más emblemático de Barcelona. El colectivo de vendedores, la estructura y situación del mercado lo convierten en un lugar de visita obligada para compradores y turistas.
Cada vez hay más establecimientos del mercado regentados por inmigrantes, en los que se encuentran especialidades de Japón, Italia, Grecia o los países árabes.

## Referencias

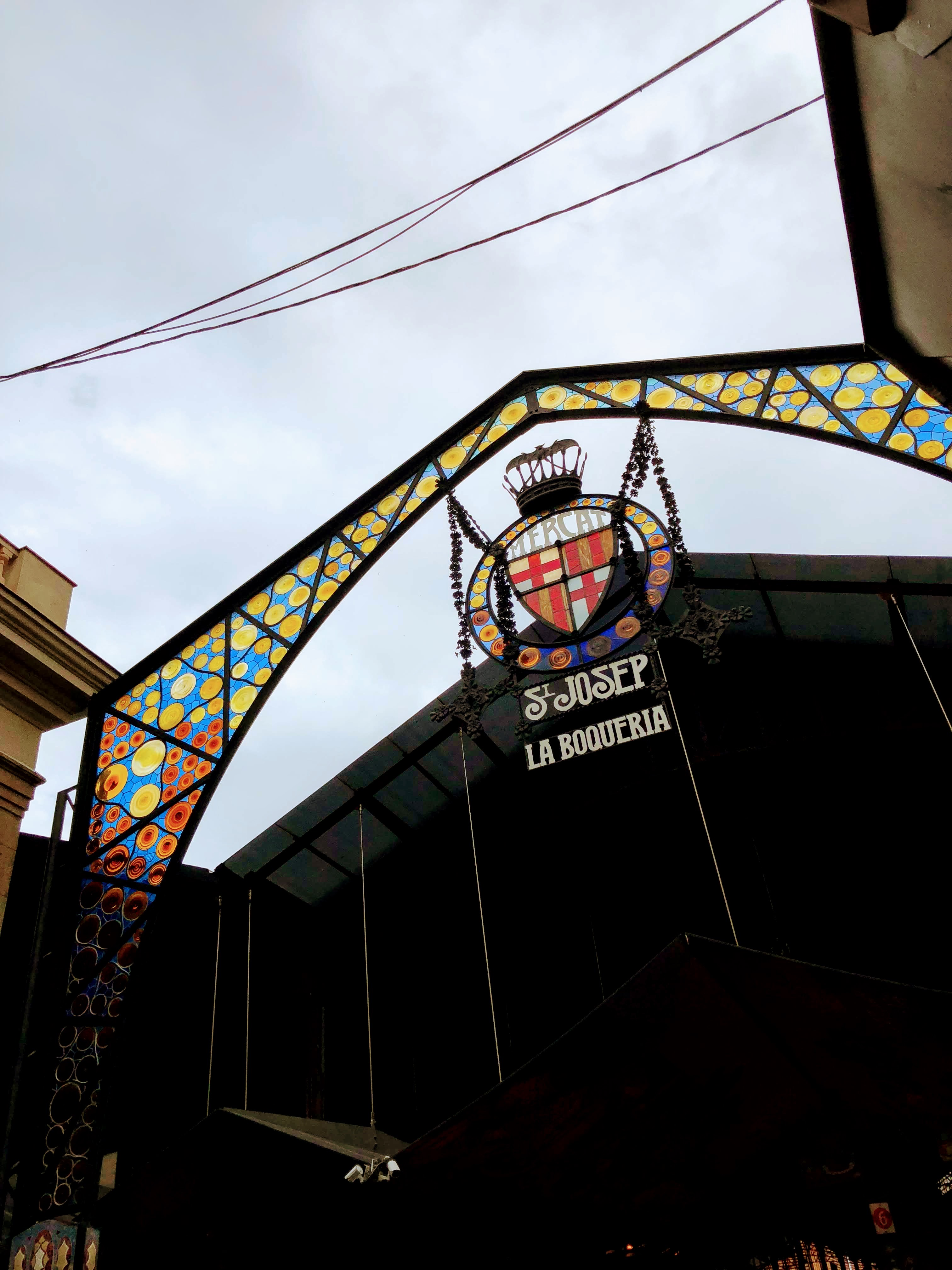
Escudo del mercado "la Boquería" en Barcelona España.

## Enlaces externos

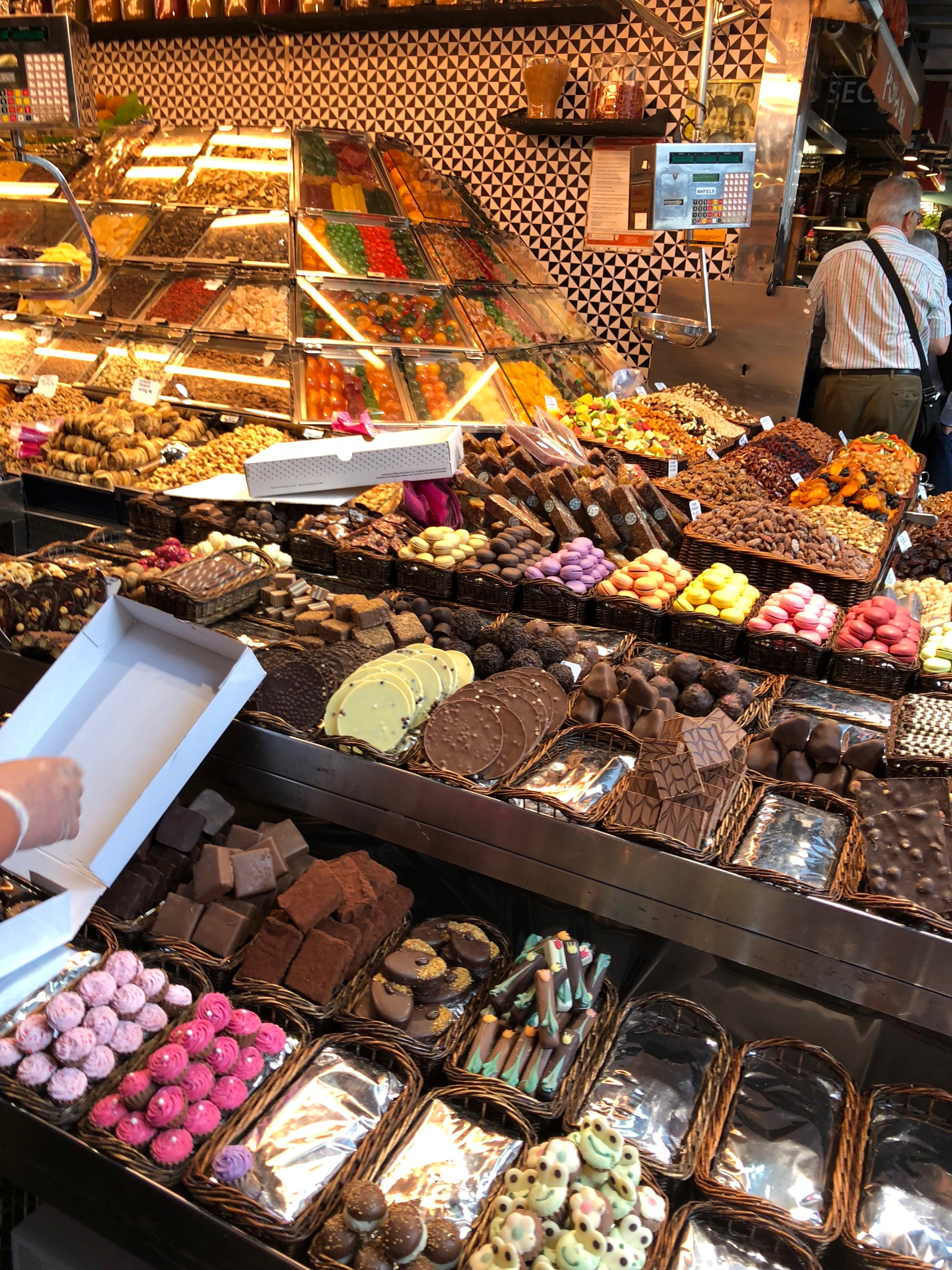
Una parte de la comida que puedes encontrar en el mercado "La Boquería"